# Katpadi
Katpadi là một thị xã panchayat của quận Vellore thuộc bang Tamil Nadu, Ấn Độ.

## Địa lý
Katpadi có vị trí 12°59′B 79°08′Đ / 12,98°B 79,13°Đ Nó có độ cao trung bình là 224 mét (734 feet).

## Nhân khẩu
Theo điều tra dân số năm 2001 của Ấn Độ, Katpadi có dân số 15.925 người. Phái nam chiếm 52% tổng số dân và phái nữ chiếm 48%. Katpadi có tỷ lệ 74% biết đọc biết viết, cao hơn tỷ lệ trung bình toàn quốc là 59,5%: tỷ lệ cho phái nam là 82%, và tỷ lệ cho phái nữ là 65%. Tại Katpadi, 9% dân số nhỏ hơn 6 tuổi.